# I Am a Photograph
Albums de Amanda Lear
Sweet Revenge
Singles
1. Trouble / La Bagarre
Sortie : 1974
2. Blood and Honey
Sortie : 1976
3. Tomorrow
Sortie : 1976
4. Blue Tango
Sortie : 1977
5. Queen of Chinatown
Sortie : 1977
6. Alphabet
Sortie : 1977

I am a Photograph est le premier album studio d'Amanda Lear, sorti en 1977.

## Titres
- Face A :

1. Blood and Honey (Anthony Monn / Amanda Lear) 4:50
2. Alphabet (Prelude In C By J.S. Bach) (Johann Sebastian Bach - Charly Ricanek - Anthony Monn - Amanda Lear) 4:00
3. These Boots Are Made for Walkin' (Lee Hazlewood) 3:18
4. Tomorrow (Rainer Pietsch / Amanda Lear) 4:10
5. Pretty Boys (Anthony Monn / Amanda Lear) 2:55

- Face B :

1. Alligator (Rainer Pietsch / Amanda Lear) 4:35
2. The Lady In Black (Anthony Monn / Amanda Lear) 3:30
3. I Am A Photograph (Anthony Monn / Amanda Lear) 4:21
4. La Bagarre (Trouble) (Jerry Leiber et Mike Stoller - Vline Buggy[1] / adaptation française) 3:27
5. Blue Tango (Leroy Anderson / Amanda Lear) 2:40

Durée totale : 37.37

## Classements
| Classements (1977–78) | Meilleure position |
| --------------------- | ------------------ |
| Allemagne             | 26                 |
| Autriche              | 25                 |
| Italie                | 7                  |

## Singles extraits de l'album

### 45 tours
- 1975: "Trouble" (version originale en anglais de "La Bagarre") ** / "Lethal Leading Lady" (LaBionda – Lear – Malachy) – 2:50 ** ( Royaume-Uni, Creole CR 123)
- 1975: "La Bagarre" / "Lethal Leading Lady" **  ( France, Polydor 2056 457)
- 1976: "La Bagarre" / "Lethal Leading Lady" ** ( Belgique, Polydor 2056 457)
- 1976: "La Bagarre" / "Lethal Leading Lady" ** ( Allemagne, Ariola 16696AT)
- 1976: "Trouble" ** / "Lethal Leading Lady" ** ( Espagne, Ariola 16696AT)
- 1976: "Trouble" ** / "Lethal Leading Lady" ** ( Italie, Polydor 2121 290)
- 1976: "Blood and Honey"  / "She's Got the Devil in Her Eyes" ** ( Allemagne, Ariola 17470 AT)(#12 Allemagne)
- 1976: "Blood and Honey" (Edit) – 3:10 ** / "Blood and Honey" (Version album) ( Royaume-Uni, Ariola ARO 103)
- 1976: "Blood and Honey" / "She's Got the Devil in Her Eyes" ** ( Espagne, Ariola 17470 AT)
- 1976: "Blood and Honey" / "She's Got the Devil in Her Eyes" ** ( Italie, Polydor 2060 133)(#11 Italie)
- 1976: "Blood and Honey" / "She's Got the Devil in Her Eyes" ** ( Yougoslavie, RTB S-54002)
- 1976: "Blood and Honey" / "She's Got the Devil in Her Eyes" ** ( Australie, RCA Victor 102 943)
- 1976: "Blood and Honey" / "She's Got the Devil in Her Eyes" ** ( France, Eurodisc 911 088 EA)
- 1976: "Blood and Honey" / "She's Got the Devil in Her Eyes" ** ( Afrique du Sud, Ariola ARS 201)
- 1976: "Blood and Honey" / "She's Got the Devil in Her Eyes" ** ( Canada, Disques Direction Records D4-127)
- 1977: "Blood And Honey" / "She's Got the Devil in Her Eyes" ** ( Nouvelle-Zélande, RCA Victor 102943)
- 1977: "Tomorrow" / "Alphabet (Prelude in C By J.S. Bach)" ( Allemagne, Ariola)
- 1977: "Tomorrow" / "Mon Alphabet" ("Alphabet" – version en français) ** ( France, WEA Wea 911144)
- 1977: "Tomorrow" / "Mon Alphabet" ("Alphabet" – version en français) ** ( France, Eurodisc 17295)
- 1977: "Tomorrow" / "The Lady in Black" ( Italie, Polydor 2060 145)(#1 Italie)
- 1977: "Tomorrow" / "Alfabeto" ("Alphabet" – version en italien) ** ( Italie, Polydor)
- 1977: "Blue Tango" / "Pretty Boys" ( Pays-Bas, Ariola 11 311 AT)
- 1977: "Queen of Chinatown" / "My Alphabet" ( Allemagne, Ariola 11 366 AT)(#2 Allemagne)
- 1977: "Queen of Chinatown" / "Alphabet (Prélude in C de J.S. Bach)" ( France, Eurodisc 11366 AT)
- 1977: "Queen of Chinatown" / "Alphabet" ( Italie, Polydor 2060 150)
- 1977: "Queen of Chinatown" / "Alphabet" ( Turquie, Sonora 1024)
- 1977: "Queen of Chinatown" / "Pretty Boys" ( Allemagne, Ariola 11 661 AT)(#2 Allemagne, #5 Suisse, #11 Autriche)
- 1977: "Alphabet" / "Queen of Chinatown" ( Pays-Bas, Ariola 11 661 AT)
- 1977: "Tomorrow" / "Queen of Chinatown" ( Portugal, Ariola 5011-446)
- 1977: "Tomorrow" / "Queen of Chinatown" ( Espagne, Ariola 11446)
- 1978: "Queen of Chinatown" / "Blood and Honey" ( Union soviétique, Кругозор 12(177))
- 1978: "Queen of Chinatown" / "The Lady in Black" ( Japon, Columbia Ariola YK-103-K)
- 1978: "Tomorrow" / "Pretty Boys" ( Japon, Columbia Ariola YK-107-K)
- 1978: "Blue Tango" / "Blood and Honey" ( Union soviétique, Кругозор 12(177))
- * Titre non disponible sur l'album
- ** Titre avec une version différente de celle de l'album

Pour le titre Alphabet, il existe une version en français et une version en italien uniquement diffusés en singles.

### Maxi 45 tours
- 1977: "Blood and Honey" (Extended 12" Version) – 8:58 ** / "She's Got The Devil In Her Eyes" ** (Canada, Disques Direction Records DD-8009)
- 1977: "Blood and Honey" (Extended 12" Version) – 8:58 ** / "Blood and Honey" (Album Version) (Royaume-Uni, Ariola ARO 103-12)
- 1977: "Blood and Honey" (Extended 12" Version) – 8:58 ** / "Blood and Honey" (Album Version) (Australie, RCA ARO 103-12)
- 1977: "Blood and Honey" (Alternate Extended Version) – 7:14 ** / "Blood and Honey" (Alternate Extended Version) – 7:14 ** (USA, Chrysalis CDS 2197)
- 2006: "Queen of Chinatown 2006" – DJenetix Feat. Amanda Lear – Remixes of original 1977 recording: (Single Version) **  / (Club Remix) ** / (Extended Mix) ** (Allemagne, ZYX/Dance Street DST 77013-12)
- * Non-album track
- ** Non-album version